# Phare de Kerempe
Le phare de Kerempe (en turc : Kerempe Feneri)  est un feu côtier situé sur la rive anatolienne de la mer Noire, sur une falaise à l'ouest de Doğanyurt dans la province de Kastamonu, en Turquie.
Il est exploité et entretenu par l'Autorité de sécurité côtière (en turc : Kıyı Emniyeti Genel Müdürlüğü) du ministère des Transports et des Communications.

## Histoire
Le phare a été installé en mai 1885 par l'Administration des phares ottomans sur la côte de la mer Noire. En 1937, une station de sifflet de brouillard a été ajoutée au phare. En 1978, le feu a été converti au gaz butane et en 1988, il a été rattaché au réseau électrique et muni d'une lampe de 500 W sur une lentille de 500 mm de longueur focale.

## Description
Le phare  est une tour ronde en pierre blanche, de 8 m de haut, avec une galerie et une lanterne, attachée à l'avant d'une maison de gardien d'un étage. Il est équipé d'un système d'identification automatique (AIS) et d'une corne de brume.
Son feu à éclats émet, à une hauteur focale de 82 m,un long éclat blanc de 2 secondes par période de 20 secondes. Sa portée est de 20 milles nautiques (environ 37 km).
Identifiant : ARLHS :(TR-10370) TUR-007 - Amirauté : N5816 - NGA : 19556.

## Caractéristique dufeu maritime
Fréquence : 20 secondes (W)
- Lumière : 2 secondes
- Obscurité : 18 secondes

### Lien connexe
- Liste des phares de Turquie